# ایتسوکوشیما
ایتسوکوشیما (به ژاپنی: 厳島 Itsukushima) یک جزیره است که در غرب دریای داخلی ستو در ژاپن قرار گرفته است.